# 帯谷知可
帯谷 知可（おびや ちか、1963年 - ）は、日本の歴史学者。専門は中央アジア近現代史、中央アジア地域研究。京都大学東南アジア地域研究研究所教授。元地域研究コンソーシアム事務局長。

## 人物・経歴
神奈川県生まれ。1986年東京外国語大学外国語学部ロシア語学科卒業。もともと井上靖の小説が好きで、NHK特集 シルクロードなどがきっかけとなりシルクロードに関心を持ち、大学院で山内昌之や小松久男の授業を受け、中央アジア地域研究の道を進もうと決意した。
1990年東京大学大学院総合文化研究科地域文化研究専攻修士課程修了、学術修士。1991年同博士課程中退、東京大学教養学部助手。
1994年外務省在ウズベキスタン日本国大使館専門調査員。1996年国立民族学博物館地域研究企画交流センター助手。2002年同助教授。2006年京都大学地域研究統合情報センター助教授。2007年同准教授。2011年地域研究コンソーシアム事務局長。
2016年京都大学東南アジア地域研究研究所准教授。2019年博士（地域研究）の学位を取得。2022年京都大学東南アジア地域研究研究所教授。専門は中央アジア近現代史、中央アジア地域研究。

## 著作
- 『ヴェールのなかのモダニティ : ポスト社会主義国ウズベキスタンの経験』東京大学出版会 2022年

### 編著
- 『融解と再創造の世界秩序』（村上勇介と共編著）青弓社 2016年
- 『ウズベキスタンを知るための60章』明石書店 2018年

### 編集
- 『スラブ・ユーラシア世界における国家とエスニシティ』（林忠行, 宇山智彦と共編）国立民族学博物館地域研究企画交流センター 2002年
- 『スラブ・ユーラシア世界における国家とエスニシティ2』（林忠行と共編）国立民族学博物館地域研究企画交流センター 2003年
- 『中央ユーラシアを知る事典』（小松久男, 梅村坦, 宇山智彦, 堀川徹と共編）平凡社 2005年
- 『中央アジア』（北川誠一, 相馬秀廣と共編）朝倉書店 2012年
- 『「トルキスタン集成」が拓く世界 1』京都大学地域研究統合情報センター 2013年
- 『「トルキスタン集成」が拓く世界 2』京都大学地域研究統合情報センター 2013年
- 『「トルキスタン集成」が拓く世界 3』京都大学地域研究統合情報センター 2014年
- 『書誌情報データベースの地域情報学的新展開を探る』京都大学地域研究統合情報センター 2015年
- 『秩序の砂塵化を超えて : 環太平洋パラダイムの可能性』（村上勇介と共編） 京都大学学術出版会 2017年
- 『中央ユーラシアの女性・結婚・家庭 : 歴史から現在をみる』（磯貝真澄と共編）国際書院 2023年

### 翻訳
- エドヴァルド・ルトヴェラゼ著『アレクサンドロス大王東征を掘る : 誰も知らなかった足跡と真実』日本放送出版協会 2006年